# Премия имени Г. В. Плеханова
Премия имени Г. В. Плеханова — научная награда Академии наук СССР, была учреждена в 1969 году с формулировкой «за выдающиеся научные работы в области философии», с 1994 года присуждается РАН.
В соответствии с решением Президиума АН СССР 1959 года, определившим основные принципы присуждения наград, премия должна присуждаться раз в три года, эта традиция в рамках РАН сохранена.
Премия названа в честь выдающегося русского философа Георгия Валентиновича Плеханова.

## Лауреаты премии АН СССР
В 1969—1976 годах председателем экспертной комиссии по присуждению премии был академик Фёдор Константинов.
| Год                                | Деятельность               | Лауреат премии                 | Должность                                                                         | Формулировка премии | Примечание |
| ---------------------------------- | -------------------------- | ------------------------------ | --------------------------------------------------------------------------------- | --- | ---------- |
| 1970                               | Член-корреспондент АН СССР | Михаил Трифонович Иовчук       | Ректор Академии общественных наук при ЦК КПСС                                     | За работы «Г. В. Плеханов и его труды по истории философии» (1960), и «Ленинизм, философские традиции и современность» (1970) |            |
| 1973                               | Член-корреспондент АН СССР | Борис Александрович Чагин      | заведующий ленинградской кафедрой философии АН СССР                               | За разработку вопросов ленинского этапа развития философии марксизма философского наследия Г. В. Плеханова в трудах «Ленин о роли субъективного фактора в истории», «Субъективный фактор. Структура и закономерности», «Г. В. Плеханов и его роль в развитии марксистской философии» |            |
| 1976                               | Член-корреспондент АН СССР | Михаил Эразмович Омельяновский | заведующий отделом философских проблем естествознания Института философии АН СССР | За работу «Диалектика в современной физике» |            |
| 1979                               | Член-корреспондент АН СССР | Теодор Ильич Ойзерман          | заведующий сектором истории философии Института философии АН СССР                 | За работу «Главные философские направления» |            |
| 1982                               | Академик                   | Марк Борисович Митин           | заведующий сектором Института государства и права АН СССР                         | За работу «Идеи В. И. Ленина и современность» |            |
| 1985                               | доктор философских наук    | Хачик Нишанович Момджян        | заведующий кафедрой философии Академии общественных наук при ЦК КПСС              | За работы «Поль Лафарг и философия марксизма» и «Французское Просвещение XVIII века» |            |
| в 1988 году премия не присуждалась |                            |                                |                                                                                   | |            |
| 1991                               | доктор исторических наук   | Лидия Михайловна Брагина       | профессор кафедры истории средних веков Исторического факультета МГУ              | За серию работ «Социально-этические взгляды итальянских гуманистов (вторая половина XV в.)» и «Итальянский гуманизм» |            |

## Лауреаты премии РАН
| Год                                | Деятельность            | Лауреат премии                     | Должность                                                                                  | Формулировка премии |
| ---------------------------------- | ----------------------- | ---------------------------------- | ------------------------------------------------------------------------------------------ | --- |
| 1994                               | доктор философских наук | Авнер Яковлевич Зись               | заведующий отделом эстетики и общей теории искусства Российского института искусствознания | За книгу «В поисках художественного смысла» |
| 1997                               | Член-корреспондент РАН  | Пиама Павловна Гайденко            | заведующая сектором философских проблем истории науки в Институте философии РАН            | За цикл работ по проблемам закономерностей истории развития науки |
| 2000                               | доктор философских наук | Неля Васильевна Мотрошилова        | заведующая отделом историко-философских исследований Института философии РАН               | За серию работ по исследованию немецкой классической и современной философии |
| в 2003 году премия не присуждалась |                         |                                    |                                                                                            | |
| 2006                               | доктор философских наук | Мариэтта Тиграновна Степанянц      | руководитель Центра восточной философии Института философии РАН                            | За серию работ: «Восточная философия», «Мир Востока. Философия: прошлое, настоящее, будущее», «Универсалии восточных культур», «Философские аспекты суфизма», «Реконструкция религиозной мысли в исламе» |
| 2009                               | доктор философских наук | Константин Михайлович Долгов       | заведующий сектором Института философии РАН                                                | За серию работ по философской эстетике |
| 2012                               | Член-корреспондент РАН  | Илья Теодорович Касавин            | заведующий сектором социальной эпистемологии Института философии РАН                       | За серию работ «Эпистемология и философия гуманитарных наук» |
| 2015                               | Член-корреспондент РАН  | Александр Сергеевич Запесоцкий     | Ректор Санкт-Петербургского гуманитарного университета профсоюзов                          | За монографию «Философия и социология культуры: избранные научные труды» |
| в 2018 году премия не присуждалась |                         |                                    |                                                                                            | |
| 2021                               | Академик                | Владислав Александрович Лекторский | главный научный сотрудник Института философии РАН                                          | За книгу «Человек и культура. Избранные статьи» |